# Adolfo Fumagalli
Adolfo Fumagalli (Inzago, 19 ottobre 1828 – Firenze, 3 maggio 1856) è stato un pianista e compositore italiano.
Virtuoso del pianoforte, è oggi noto soprattutto per le sue composizioni per mano sinistra sola.

## Biografia
Nato a Inzago e cresciuto in un ambiente particolarmente favorevole alla musica, ebbe tre fratelli anch'essi musicisti e compositori, ovvero Luca (1837 - 1908), Disma (1826 - 1893) e Polibio (1830 - 1901). Dal 1837 al 1847 Adolfo studiò musica con Angeleri al Conservatorio di Milano. Nel 1840 esordì come pianista suonando nella sala del Conservatorio delle variazioni su una marcia tratta dall'opera L'assedio di Corinto di Gioachino Rossini. Lavorò poi a Torino, Parigi, in Belgio e in Danimarca, suonando le proprie fantasie su arie d'opera e altri brani da salotto riscuotendo un grande successo. In una lettera del 1853, Franz Liszt considerava Fumagalli un pianista di prim'ordine.
Nel 1856 tornò in Italia, dove ricevette in dono un pianoforte Erard dalla ditta omonima. Il 1º maggio di quello stesso anno diede un concerto, ma morì di tubercolosi poco tempo dopo a Firenze.

## Opere e stile musicale
Amato e rispettato dalla critica e dal pubblico, ottenne un successo clamoroso eseguendo le sue opere per la mano sinistra. Nonostante il suo aspetto gracile (cosa che risulta evidente dai suoi ritratti), la sua tecnica era fenomenale e la forza delle sue dita impressionante.
La produzione di Fumagalli è piuttosto vasta, anche se quasi tutta di difficile reperibilità, ed è composta principalmente da fantasie su arie d'opera e pezzi di carattere. Una delle sue composizioni più difficili e virtuosistiche è la Grande Fantasie sur Robert le Diable de Meyerbeer op. 106 (dedicata a Liszt) per la mano sinistra. Scrisse anche un interessante arrangiamento della Casta Diva di Vincenzo Bellini, sempre per la mano sinistra. Quasi tutta la sua produzione è per pianoforte solo e le composizioni in cui vengono impiegati altri strumenti comprendono anche il pianoforte, una caratteristica che accomuna Fumagalli a Chopin. Benché non fosse un compositore particolarmente ispirato o ingegnoso, le sue opere per mano sinistra sola rappresentano tuttavia una testimonianza importante dei progressi della tecnica e del virtuosismo compiuti all'epoca per quanto riguarda questo tipo di composizioni.

### Elenco delle opere
- Op. 1 Fantaisie su arie dell'opera "Nabucco" per pianoforte
- Op. 2 Notturno-studio per la mano sinistra
- Op. 3 The devil's galop per pianoforte
- Op. 4a Reminiscences of Meyerbeer's opera "Robert le diable" per pianoforte
- Op. 6 Tarantelle per pianoforte
- Op. 8 La fucina di Vulcano/ Il canto dei ciclopi: scherzo fantastique per pianoforte
- Op. 11 Caprice romantique per pianoforte
- Op. 12 Nocturne sentimental in la bemolle per pianoforte
- Op. 13 Il genio della danza: scherzo brillant per pianoforte
- Op. 14 Grande fantaisie on motives dalla "Sonnambula" per pianoforte
- Op. 16 Pensée pathétique per pianoforte
- Op. 17 Nocturnino per pianoforte
- Op. 18 
  - No.1 Studio da concerto su "Fra poco a me ricovero" dalla "Lucia di Lammermoor" per la mano sinistra
  - No.2 Studio da concerto sul coro "O Signore del tetto natio" dai "Lombardi alla prima crociata" per la mano sinistra
- Op. 20 Les trois sœurs: petites fantaisies per pianoforte
  - No.1 Based on Verdi's opera "Attila"
  - No.2 Based on Verdi's opera "Foscari"
  - No.3 Based on Verdi's opera "Ernani"
- Op. 21 Les clochettes: grande concerto fantastique pour piano avec l'accompagnement d'un grand orchestra et une campanella
- Op. 23 Quatres airs de ballet variés dall'opera "Jérusalem" per pianoforte
  - No.1 Pas de quatre
  - No.2 Pas de deux
  - No.3 Pas seul
  - No.4 Pas d'ensemble
- Op. 26 Grande fantaisie drammatique su arie dell'opera Lucia di Lammermoor per pianoforte
- Op. 27 Grande caprice de concert per piano
- Op. 28 Grande fantasie sull'opera "I puritani" (dedicata al fratello Polibio) per pianoforte
- Op. 29 Nenna: tarantella giocosa per pianoforte
- Op. 30 Grande fantaisie sull'opera "Norma" per pianoforte
- Op. 31 Petit morceau de salon sull'opera "Macbeth" per pianoforte
- Op. 32 Petit morceau de salon sull'opera "La battaglia di Legnano" per pianoforte
- Op. 33 La pendule: caprice fantastique contenant un galop-carillon et un polka-mazurka per pianoforte
- Op. 34 Petite Fantaisie sull'opera "Lucrezia Borgia" per pianoforte
- Op. 35 Petite Fantaisie sull'opera "Elisir d'amore" per pianoforte
- Op. 36 Beatrice di tenda: petit morceau de salon per pianoforte
- Op. 37 Souvenir de Nice: polka-caprice per pianoforte
- Op. 38 Nocturne: Une nuit d'été, passetemps sentimental per pianoforte
- Op. 39 Amorosa: mazurka sentimentale per pianoforte
- Op. 40 La capricciosa: Tyrolienne per pianoforte
- Op. 41 Morceau de salon: chanson espagnole dall'opera "Il domino nero di Rossi" per pianoforte
- Op. 42 Morceau de salon dall'opera "Il domino nero di Rossi" per pianoforte
- Op. 43 Le prophète: grande fantaisie de bravoure per pianoforte
- Op. 44 La sérénade espagnole: morceau élégant per pianoforte
- Op. 45 Fantaisie on Bonoldi's opera "Nera orientale" per pianoforte
- Op. 47 Le postillon: galop de concert per pianoforte
- Op. 48 Le ruisseau: etude impromptu per pianoforte
- Op. 49 Grande marche cosaque on a national air per pianoforte
- Op. 50 Serenade napolitaine per pianoforte
- Op. 51 Le streghe: pièce fantastique per pianoforte
- Op. 52 Musical Recreations: two divertimenti per piano su arie dell'opera Luisa Miller
  - No.1 Premier Divertimento
  - No.2 Deuxième Divertimento
- Op. 53 Esprits Folles: saltarelle per pianoforte
- Op. 54 Fantaisie sull'opera Linda de Chamounix per pianoforte
- Op. 55 Stabat Mater di Rossini per pianoforte
- Op. 56 Fantaisie sull'opera "La straniera" di Bellini per pianoforte
- Op. 57 Si loin!: Mélodie de Paul Henrion variée per pianoforte
- Op. 58 Luisa: polka de concert per pianoforte
- Op. 59 Fantaisie sopra una melodia dallo Stiffelio di Verdi
- Op. 60 Grande fantaisie militaire per pianoforte
  - No.1 Ronda notturna per pianoforte
  - No.2 Una notte al campo per pianoforte
  - No.3 Signal d'alarme et conflit de guerre dall'opera Norma per pianoforte
  - No.4 Marche funèbre per pianoforte
  - No.5 Inno trionfale dall'opera Le Siège de Corinthe per pianoforte
  - No.6 Orgia per pianoforte
- Op. 60 Grande Fantaisie Militaire trascritta per quattro mani dall'autore
- Op. 61 Casta diva dall'opera Norma per la mano sinistra
- Op. 62 La sacrilega parola: Variazioni sul Grande Adagio Finale dal II atto dell'opera Poliuto di Donizetti per pianoforte
- Op. 63 Souvenir de Chopin: mazurka per pianoforte
- Op. 64 La Derelitta: pensée romantique per pianoforte
- Op. 65 La festa dell'innocenza: cinque morceaux brillants per pianoforte
- Op. 66 Fantasie brillante su arie dell'opera Poliuto di Donizetti per pianoforte
- Op. 68 Introduction et Grand Nocturne sull'opera Il Fornaretto di Sanelli per pianoforte
- Op. 69 La Baccante: caprice burlesque per pianoforte
- Op. 70 Sogno d'amore: pensée fugitive per pianoforte
- Op. 71 Morceau de Salon: capriccio sull'opera Il Gondoliero di Chiaromonte per pianoforte
- Op. 72 Fantaisie Brillante sull'opera I Due Foscari per pianoforte
- Op. 73 Nocturne varié on the romanza Fior di bontà bell'angelo dall'opera La Regina di Leone di Villanis per pianoforte
- Op. 74 Fantaisie Brillante sull'opera Ernani per pianoforte
- Op. 75 I Lombardi alla prima crociata: introduction et grand adagio variés sur la terzette "Qual voluttà trascorrere" per pianoforte
- Op. 76 Laura: polonaise de concert per pianoforte
- Op. 77 Saluto al Tamigi: deuxième polka de concert, capriccio-impromptu per pianoforte
- Op. 78 Un lamento: deuxième mazurka sentimentale per pianoforte
- Op. 79 L' absence: romance variée per pianoforte
- Op. 80 La vhasse: morceau brillant per pianoforte
- Op. 81 Grande ouverture de Benvenuto Cellini par Hector Berlioz: transcrite pour piano
- Op. 82 Nocturne elegant per pianoforte
- Op. 83 La danse des sylphes, de Felix Godefroid: rondo brillant per pianoforte
- Op. 84 Grande Fantaisie sull'opera "I puritani" per due pianoforti
- Op. 85 Preghiera alla Madonna "O Santissima Vergine": canzone popolare toscana di L. Gordigiani trascritta per pianoforte
- Op. 86 L' Étincelle: rêverie de F. Bonoldi variée pour piano
- Op. 87 La buena ventura: chanson andalouse de Yradier variée per pianoforte
- Op. 88 La cloche: mélodie de F. Bonoldi variée pour piano
- Op. 89 Introduction et adagio varié sulla romanza "Sempre all'alba ed alla sera" dall'opera Giovanna d'Arco per pianoforte
- Op. 90 Le palmier: polka des magots per pianoforte
- Op. 91 Fantaisie on Verdi's Nabucodonosor per pianoforte
- Op. 92 Paraphrase on the barcarolle Una Barchetta in Mar dall'opera Gianni di Calais di Donizetti per pianoforte
- Op. 94 Paraphrase on the Grande adagio finale dall'opera La solitaria delle Asturie di Coccia per pianoforte
- Op. 95 Un carnaval de plus, souvenir de Venise: Caprice de Concert for pianoforte
- Op. 95b Fantaisie sull'opera Il Trovatore per pianoforte
- Op. 98 Fantaisie sull'opera La Traviata per pianoforte
- Op. 100 École Moderne du Pianiste: recueil de 24 morceaux caracteristiques per pianoforte
- Op. 101 Tarantelle de bravoure sull'opera La Tonelli di Thomas per pianoforte
- Op. 102 Mi mancha la voce (Andante) dall'opera Mosé in Egitto per la mano sinistra
- Op. 103 Cantique de Noël per pianoforte
- Op. 104 Berceuse per pianoforte
- Op. 105 L' Échange: ariette per pianoforte
- Op. 106 Grande Fantasie sur Robert le Diable de Meyerbeer (Dedicata a Franz Liszt) per la mano sinistra
- Op. 107 post. Mon Ange: mélodie d'Auguste Morel transcrite pour piano
- Op. 108 post. Illustrations dall'opera Giovanna de Guzman (I vespri siciliani) per pianoforte
- Op. 108 Premier Boléro
- Op. 109 post. Ariele: nocturne variée dall'opera Suddetta di Leoni per pianoforte
- Op. 110 Enfants, n'y touchez pas: romance per pianoforte
- Op. 111 Paraphrase on Buzzolla's barcarolle Tace il vento in ciel sereno per pianoforte
- Op. 112 post. Duettino "Presso alla tomba" (ultima opera del compositore) per pianoforte

La produzione di Fumagalli comprende anche varie canzoni per voce e pianoforte.